# Iken Henricx
Iken Henricx (ook wel Henricxen of Henricxdochter) was het laatste slachtoffer van de heksenvervolging in Tiel.

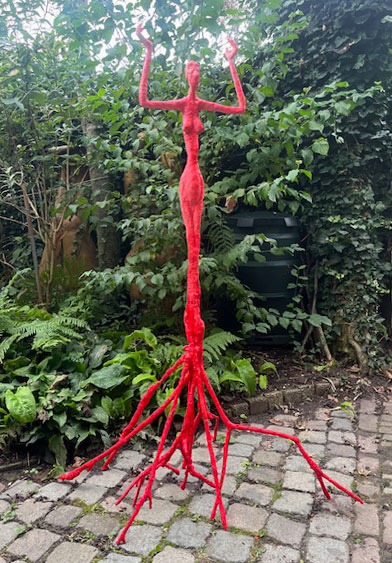
Monument voor Iken Henricx, gemaakt door Guusje Kaayk

## Het proces
Iken Henricx was de weduwe van Claes Willemsz. toen Geertken van Druiten - onder begeleiding van haar echtgenoot - haar op 12 juni 1597 beschuldigde van duivelse toverij. Geertken van Druiten zou door deze toverij dagelijks lijden aan helse pijnen en kwellingen, waardoor het haar eigenlijk niet kon schelen of ze zou blijven leven of sterven. 
Iken werd gevangengenomen en op 18 juni voorgeleid. De aanklager was Mattheus van der Steegh, gevolmachtigde van scholtis Diederik Vijgh. Aan de aanklacht van Geertken van Druiten voegde hij nog toe dat het aan iedereen in de stad bekend was dat Iken wist "met sulcke duvelsche toverie om te gaen", en hij dreigde haar met een pijnlijk verhoor.
Iken kreeg drie verdedigers toegewezen en werd op 25 juni onder ede verhoord, maar bleef ontkennen dat zij een heks was. Inmiddels was Geertken van Druiten overleden, wat Ikens zaak niet ten goede kwam. Op 19 juli namen de schepenen het besluit dat zij door de scherprechter zou worden ondervraagd. Dit was een professionele beul die speciaal hiervoor naar Tiel kwam. Iken werd onder de martelingen gedwongen te bekennen dat zij tegen God had gezondigd en zich met boze machten had verbonden.
Op 26 juli nam Diederik Vijgh persoonlijk de plaats van aanklager in en vroeg de schepenen vonnis te wijzen. Iken werd door het gerecht schuldig bevonden en ter dood veroordeeld volgens de naar christelijk recht beschreven rechten. Ze werd door de scherprechter met een koord gewurgd, haar lichaam werd in het vuur tot as verbrand en de as werd in het water geworpen.

## Achtergrond
Pastoor Peter van Teeffelen (de laatste pastoor van de Sint-Maartenskerk in Tiel, overleden in 1580) schreef een boekje over de gebruiken in de kerk, waarin hij onder meer beschreef hoe je iemand kan laten bekennen dat zij een heks is. Daar komen allerlei foltermethoden in voor, zoals het steken met naalden, scharen en messen, het ophangen aan de armen die achter de rug waren samengebonden, en de "heksenproef", waarbij de vingers van de rechterhand werden vastgebonden aan de grote teen van de linkervoet waarna de persoon in het water werd gegooid; als ze bleef drijven, was ze een heks. 
In 1578 namen de protestante troepen van de Gelderse stadhouder Jan van Nassau Tiel in en werd de Sint-Maarten een protestante kerk. In 1579 benoemde de nieuwe leider van Tiel, ambtman Diederik Vijgh, een geheel protestant stadsbestuur. Zij hadden echter wel een katholieke opvoeding gehad en twijfelden niet aan het bestaan van heksen, zoals blijkt uit het proces tegen Iken Henricx.